# Downtown Eastside
Il Downtown Eastside (abbreviato in DTES) è un quartiere di Vancouver, in Columbia Britannica (Canada).
Pur essendo uno dei quartieri più antichi della città, e direttamente adiacente al centro (la vera e propria downtown), il Downtown Eastside è noto per il degrado urbano, il commercio di droga, la prostituzione, la povertà e la delinquenza e per la forte presenza di senzatetto e malati di mente. Allo stesso tempo, è anche caratterizzato da un forte senso della comunità e una importante storia di attivismo sociale.
All'inizio del XX secolo, il DTES era il centro economico, culturale e politico della città. Nel corso di diversi decenni, il centro si spostò gradualmente verso ovest, e il DTES si impoverì, pur mantenendo una certa stabilità sociale. Negli anni ottanta iniziò un rapido declino, alimentato da diversi fattori: l'afflusso ingente di droghe pesanti, la deospedalizzazione dei malati mentali, l'azione repressiva della polizia contro la prostituzione e il traffico di droga nei quartieri di downtown (che spinse tali attività verso il DTES), e la cessazione dei finanziamenti governativi per l'edilizia sociale. Questo decline conobbe un apice nel 1997, quando la diffusione di HIV e morti per overdose nel DTES raggiunse livelli tali da far dichiarare lo stato di emergenza sanitaria.
La popolazione del DTES è stimata fra le 6000 e le 8000 persone; rispetto ad altre zone della città, vi è una maggiore proporzione di maschi, di adulti che vivono soli, e di aborigeni canadesi.

## Geografia
A seconda delle fonti, il DTES si considera costituito da un minimo di 10 a un massimo di 50 isolati a est del financial district. Benché non vi siano indicazioni esatte dei confini del quartiere, la zona più nettamente associata al nome di DTES è costituita dagli isolati di Hastings Street e Cordova Street compresi fra Cambie Street e Jackson Avenue. L'area in cui i problemi sociali e sanitari della zona sono più visibili ha il proprio centro all'incrocio di Hastings Street e Main Street, una zona a cui il Vancouver Sun si è riferito nel 2006 con l'espressione "i quattro isolati dell'inferno".

## Storia
La zona oggi nota come DTES fa parte dei territori tradizionali dei popoli Squamish, Tsleil-Waututh e Musqueam. La colonizzazione europea dell'area cominciò alla metà del XIX secolo, e molti dei primi edifici furono distrutti nel grande incendio di Vancouver del 1886. Gli abitanti ricostruirono le proprie case sulle sponde del Burrard Inlet, fra Cambie Street e Carrall Street, ovvero nella zona oggi chiamata Gastown. Alla fine del secolo, il DTES era il centro della città, sede del municipio, del tribunale, delle banche, delle principali attività commerciali e della biblioteca pubblica. Nello stesso periodo cominciarono a formarsi le comunità giapponesi e cinesi di Japantown e Chinatown.
Nel periodo della grande depressione del Canada, centinaia di persone arrivarono a Vancouver in cerca di lavoro. Molti di loro in seguito rimpatriarono; rimasero soprattutto coloro che erano troppo vecchi o malati per affrontare il viaggio verso casa, e si insediarono in gran parte nel DTES. Il quartiere cambiò gradualmente connotazione, diventando più popolare; si diffusero allo stesso tempo alcolismo e prostituzione.
Nel 1942, tutta la popolazione di origine giapponese (fra le 8000 e le 10000 persone) fu deportata in seguito alle misure restrittive messe in atto dal governo dopo l'ingresso del Canada nella Seconda guerra mondiale. Dopo la guerra, solo pochi di questi tornarono a stabilirsi a Japantown. Dopo la fine della guerra, il centro della città continuò a spostarsi verso ovest, soprattutto dopo la chiusura della British Columbia Electric Railway, una linea tramviaria interurbana che aveva il proprio capolinea ad Hastings. I teatri e gli esercizi commerciali si spostarono verso Granville Street e Robson Street, il turismo diminuì, gli alberghi chiusero o si trasformarono in abitazioni a basso costo. Già nel 1965 l'area era principalmente nota per la prostituzione e l'alta percentuale di poveri senza famiglia, alcolizzati, e disabili.
(Senatore Larry Campbell, ex sindaco di Vancouver)
A metà degli anni '80 la geografia e la demografia di Vancouver subirono diverse trasformazioni in concomitanza con l'Expo 1986. Fra gli 800 e i 1000 inquilini di residence popolari furono sfrattati per far spazio ai turisti. Negli stessi anni, iniziò un importante afflusso di cocaina ed eroina verso Vancouver. L'azione repressiva della polizia contro il traffico di droga e la prostituzione ebbe l'effetto collaterale di far spostare gran parte di questi traffici nella zona già meno controllata del DTES, in cui le proporzioni di questi fenomeni erano già troppo ampie per poter essere combattute in modo capillare. 

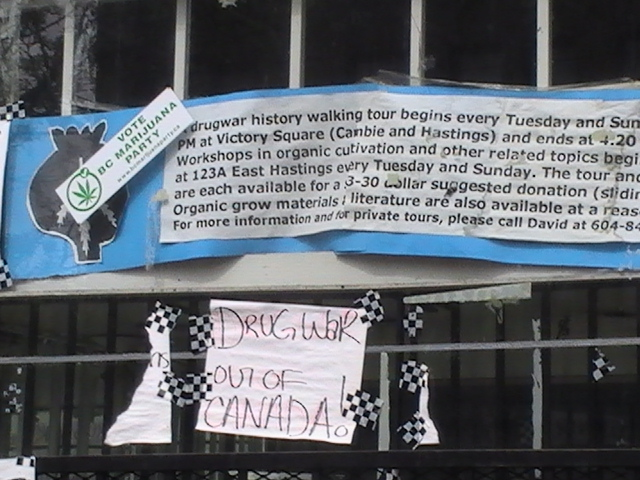
Uno striscione su un edificio abbandonato di East Hastings

Ancora nello stesso periodo, il governo della British Columbia avviò un processo di chiusura degli istituti per i malati mentali. In particolare, fu chiuso l'istituto del Riverview, a Coquitlam, e molti dei suoi pazienti si trasferirono nel DTES, attratti dalla cultura permissiva del quartiere e dal basso costo delle abitazioni. Gran parte di loro divennero rapidamente tossicodipendenti.
Un altro fenomeno che ebbe inizio negli ultimi decenni del XX secolo fu quello della frequente sparizione di donne, soprattutto prostitute. Il serial killer Robert Pickton fu accusato dell'omicidio di 26 di queste donne, e sostenne di averne ucciso 49; numerosi casi di sparizione sono tuttora irrisolti.